# Tetrathemis polleni
Tetrathemis polleni – gatunek ważki z rodziny ważkowatych (Libellulidae). Występuje w Afryce Subsaharyjskiej i na Madagaskarze.
Imago lata od listopada do końca marca. Długość ciała 30–32,5 mm. Długość tylnego skrzydła 24–25 mm.